# Mässa nr 14 (WA Mozart)
Mässa No.14 i C-dur, K.317,  Kröningsmässan. Komponerad av Wolfgang Amadeus Mozart under 1779 och färdigställd den 23 mars samma år i Salzburg.
Mässan komponerades efter en resa till Mannheim och Paris där Mozart dessvärre inte fick någon anställning. Den femton månader långa resan var så pass ansträngande för hans mamma att hon dog i Paris. Vid hemkomsten till Salzburg var Mozart tvungen att ta en organisttjänst i hemstaden som hans pappa hade ordnat. Mässan var ett arbete i Mozarts nya tjänst och var tänkt att uppföras vid påsk samma år, den 4 eller 5 april tillsammans med hans Epistelsonat K.329. Man tror att namnet kom till vid en kröning av en mirakulös Mariastaty i staden Maria Plain nära Salzburg, men det är troligt att det även finns ett samband med kröningen av kejsar Leopold II i Prag 1791. Mässan är satt för sopran, mezzosopran, tenor, bas och kör, orkestern består av oboer, horn, fagotter, trumpeter, pukor, tre tromboner, stråkar utan violor och orgel.

## Mässans satser
- Kyrie
- Gloria
- Credo
- Sanctus
- Benedictus
- Agnus Dei